# Musée d'art régional Nikanor-Onatsky
Le musée d'art régional Nikanor-Onatsky à Soumy est un musée situé en Ukraine. Il a été fondé en 1920 et est un musée national. Il a été fondé par Nikanor Onatsky qui était un professeur, peintre et élève d'Ilia Répine. Basé sur des collections privées, il fut privatisé et la collection de Gansen y fut ajoutée. Il est situé dans un bâtiment édifié fin xixe siècle qui appartenait à la Banque de Russie.

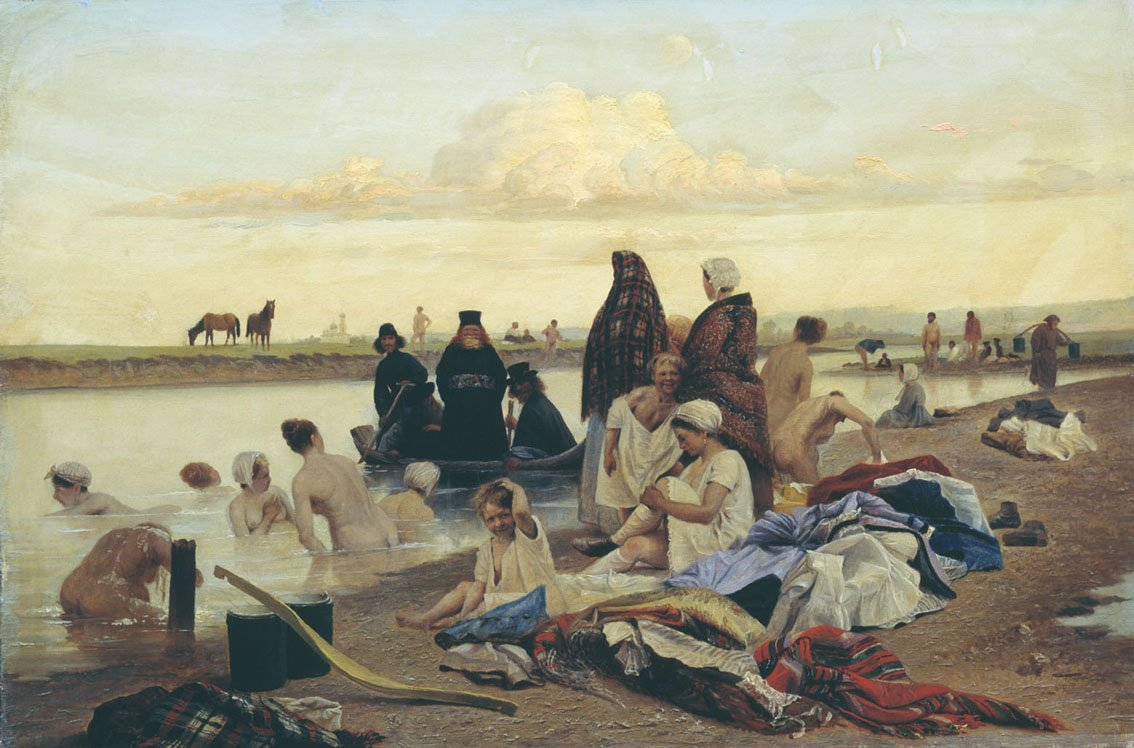
Moines par Lev Grigorievitch Soloviev (1870).
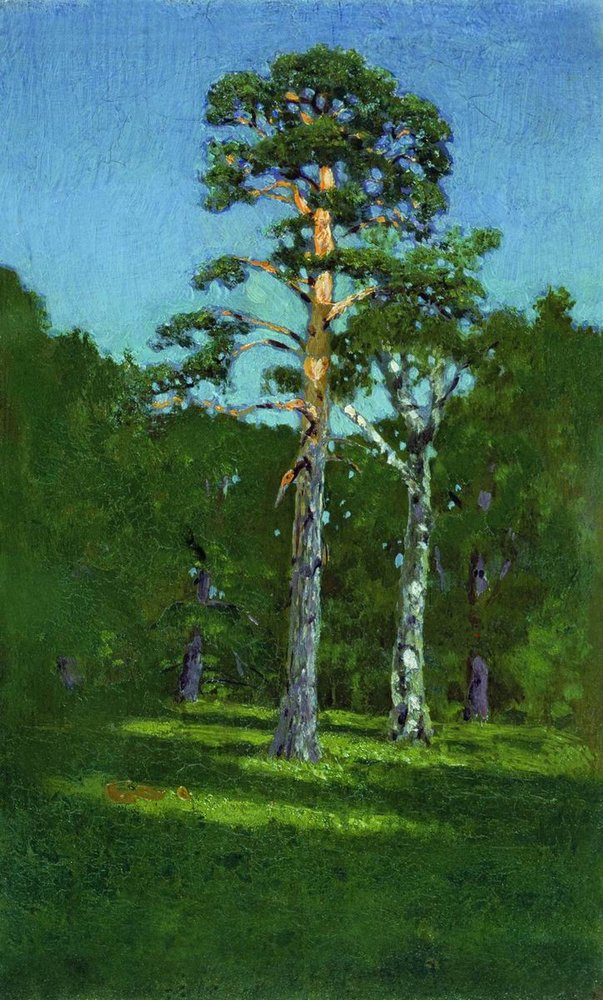
Arkhip Kouïndji. «Сосна», 55 × 36,5 cm, (1878)
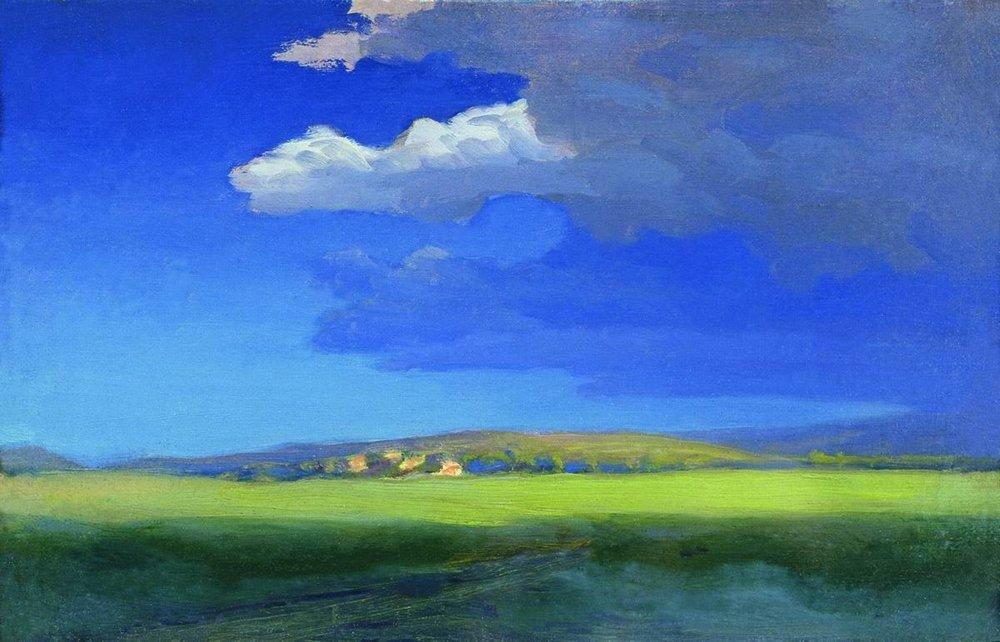
et «Після бурі», (après la tempête, esquisse, 102 × 159 cm, (1879)
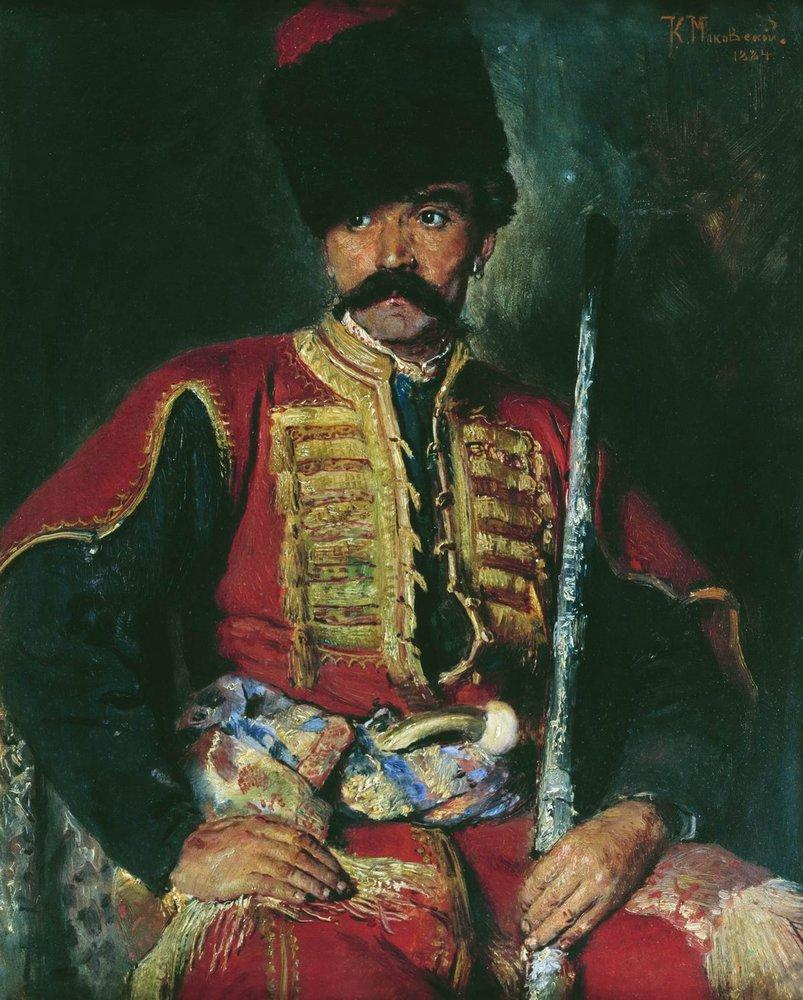
Constantin Makovski. «Запорізький козак», 53,4 × 43,2 cm, (1884).